# جيمي أندرس
جيمي أندرس (بالإنجليزية: Jimmy Anders)‏ (8 مارس 1928 في المملكة المتحدة - 29 أغسطس 2002 ببلاكبرن في المملكة المتحدة) هو لاعب كرة قدم بريطاني في مركز الوسط. لعب مع برادفورد سيتي ونادي أكرينغتون ستانلي ونادي برينتفورد ونادي ترانمير روفرز لكرة القدم ونادي روتشديل وBuxton F.C. ‏ ونادي برادفورد بارك أفنيو.